# Junior Raglin

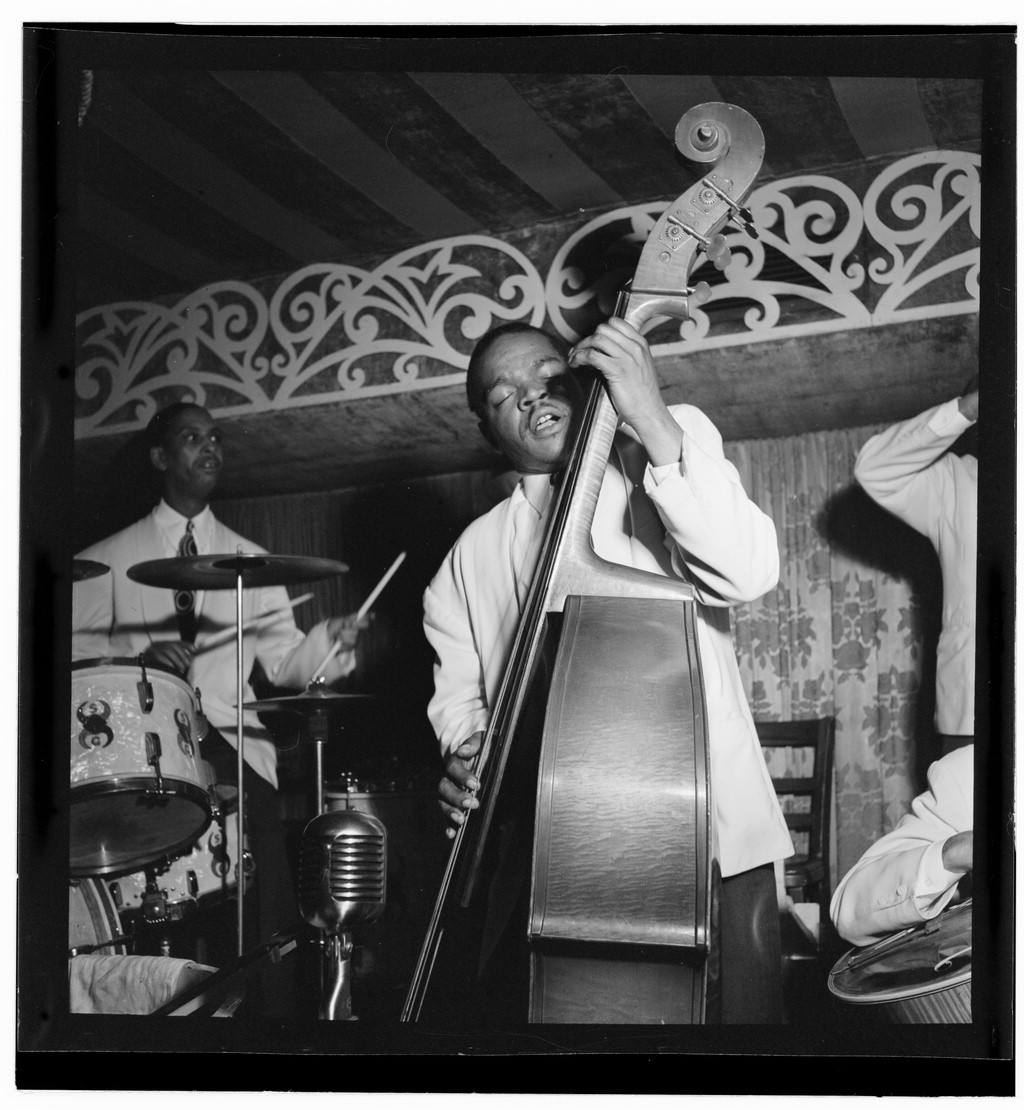
Junior Raglin (midden) met drummer Sonny Greer, in New York, circa 1946 (foto: William Gottlieb)

Alvin "Junior" Raglin (Omaha, 16 maart 1917 - Boston, 10 november 1955) was een Amerikaanse jazzcontrabassist, die het meest bekend werd door zijn werk bij de band van Duke Ellington.
Raglin begon op de gitaar toen hij drie was, maar stapte later over op de bas. Hij speelde met Eugene Coy (1938-1941) en werd daarna de bassist van Ellington als vervanger van Jimmy Blanton. Raglin was fulltime-lid van het orkest tot 1945, later speelde hij er sporadisch, onder meer in 1946. Hierna had hij een eigen kwartet. Ook speelde hij met Dave Rivera, Ella Fitzgerald en Al Hibbler. Eind jaren veertig werd hij ziek en stopte hij met optreden. Raglin heeft nooit als leider opgenomen.
- Bibliothèque nationale de France: cb139737634 (data)
- Gemeinsame Normdatei: 134699750
- International Standard Name Identifier: 0000 0000 5517 0470
- Library of Congress Control Number: n92035354
- MusicBrainz: 8b30470c-8ab5-412e-b48e-ba1e85d40a4d
- SNAC: w6m756wv
- Virtual International Authority File: 32191515
- WorldCat: E39PBJg8Dx3JDbw6gGQcT648YP